# Saurita hilda
Saurita hilda är en fjärilsart som beskrevs av Druce 1906. Saurita hilda ingår i släktet Saurita och familjen björnspinnare. Inga underarter finns listade.